# Cuves de Sassenage
Les Cuves de Sassenage ou grottes de Sassenage se situent dans le département de l'Isère, au pied du massif du Vercors, sur la commune de Sassenage, dans l'agglomération grenobloise.
Le site, desservi par les transports en commun de l'agglomération grenobloise (SEMITAG), est partiellement ouvert au public (sauf les mois d'hiver), son entrée est payante et soumise aux aléas climatiques en raison des risques de crues liées à l'exsurgence du Germe. Ce site est présenté comme une des sept merveilles du Dauphiné dès la fin du Moyen Âge.

## Historique
C'est au XVIIIe siècle, que commencent les premières explorations officielles des cuves, l'un des rares sites souterrains à se situer aussi près du centre d'un village, située, lui-même, non loin d'une grande ville. Cependant, il faudra attendre la seconde moitié du XIXe siècle pour que soient organisées des visites guidées.

### DuXVIIesiècleauXIXesiècle
En 1683, le dominicain David L'enfant publie l'ouvrage dénommé Histoire générale de tous les siècles de la nouvelle Loy et évoque le lieu :
« Les deux cuves de Sassenage taillées dans le roc qui vides toute l'année, se remplissent d'eau miraculeusement le sixième de janvier... »

En 1700, Joseph-François Duché de Vancy évoque les cuves dans des lettres adressées à des membres de la cour du Roi de France. Il les décrit en ces termes :
«  Les cuves de Sassenage sont regardées en Dauphiné comme le cinquième miracle de la province [...]. S'il eu faut croire quelques auteurs, c'est dans ce lieu que la fameuse Mélusine finit ses jours. On y voit au pied d'un grand rocher, deux grandes cuves de pierre et on assure qu'autrefois on les trouvait pleine d'eau, la veille des Rois, lorsque la récolte devait être abondante; on y en trouvait peu lorsque l'année devait être stérile. Le lendemain des Rois, cette eau s'écoulait d'elle même sans qu'on pût savoir d'où elle était venue dans ces cuves, ni par où elle s'en allait. Ces cuves ont donné lieu aux Jésuites de Grenoble de faire une devise sur les heureuses destinées des princes... »
Le « journal des savants » publié en 1783 évoque les cuves de Sassenage en donnant leurs dimensions de « cinq pieds de diamètre ».
Un ouvrage dénommé Dictionnaire géographique, historique et politique des Gaules et de la France, écrit en 1752 par l'abbé et géographe français Jean-Joseph Expilly, publié à Amsterdam, évoque les cuves « prétendues merveilleuses » qui selon ses propres écrits « se remplissent tout naturellement par la filtration des eaux ». L'abbé évoque également que le pronostic local au sujet des bonnes récoltes liées au niveau des eaux des cuves ne s'explique par le fait que les cuves sont « une espèce de thermomètre et baromètre tout naturel ».
Un ouvrage dénommé Dictionnaire critique des reliques et des images miraculeuses écrit et publié par un certain Collin De Plancy en 1821 évoquent les vertus miraculeuses des eaux des cuves, tout en révélant qu'il s'agit d'une habile supercherie.
En 1865, face à l'affluence de visiteurs, un poste officiel de guide est créé.
Un autre ouvrage écrit par un certain Richard, et publié en 1866 par les éditions Hachette, évoquent les cuves, leurs visites « tarifées » et le four-aux-fées.

### LeXXesiècle
En 1947, la suite après la salle du Styx est explorée par des jeunes spéléologues débutants que l'on retrouvera plus tard au gouffre Berger. Les galeries est et ouest ainsi que l'affluent de Saint-Nizier sont découverts en 1949.
Fin mai 1955, le siphon de la salle à manger est exploré par les spéléologues. En 1959, les spéléologues Grenoblois du CAF trouvent la suite et explorent l'affluent de Saint-Nizier jusqu'à un siphon à +60 mètres. En 1963 et 1964, ils s'arrêtent sur un siphon à +379 mètres.
En novembre 1965, un groupe d’adolescents accompagné de quatre adultes se font surprendre par une crue soudaine qui les bloque durant 17 heures dans les cuves. En 1967, le point haut des Cuves est atteint à +432 m.
Le 6 juillet 1996, les installations permettant les visites sont en grande partie détruites, à l'occasion d'une crue dévastatrice du Furon. La grille d'entrée est arrachée par les eaux en furie et deux spéléologues trouveront la mort dans le réseau du gouffre Berger. Le site d'accueil du public sera ensuite reconstruit à l'identique.

### LeXXIesiècle
En mai 2002, 25 personnes, dont 22 collégiens et leurs 3 accompagnants adultes, sont restés bloqués plusieurs heures par la montée des eaux dans les cuves,. Ils réussirent à ressortir les uns après les autres la nuit suivante, en traversant un boyau envahi par les eaux avec l'aide des sauveteurs du Spéléo secours Isère notamment.
Le 21 juillet 2014, huit spéléologues, engagés dans les nombreuses galeries des Cuves de Sassenage, sont bloqués par la montée des eaux et ne réussissent à ressortir que le lendemain. En 2015, les plongées des siphons de la galerie ouest et du siphon Bonneval pour rejoindre le gouffre Berger se poursuivent,.
Le 11 août 2017, sept personnes, en majorité de nationalité néerlandaise, accompagnées d'un guide, se retrouvent bloquées dans les galeries des Cuves après que d'abondantes chutes de pluie ont provoqué une subite montée des eaux. Une opération de secours permet de les dégager avant la nuit.
Le 5 mai 2022, trois spéléologues, deux guides et une enseignante, encadrant une sortie scolaire avec des élèves de collège, restent bloqués par une violente montée des eaux. Une des deux guides meurt en sauvant la dernière élève, emportée par les eaux, malgré sa grande expérience de spéléologue. Les collégiens, grâce à l'action des encadrants, ont pu sortir du site avant la montée des eaux.

## Localisation et description

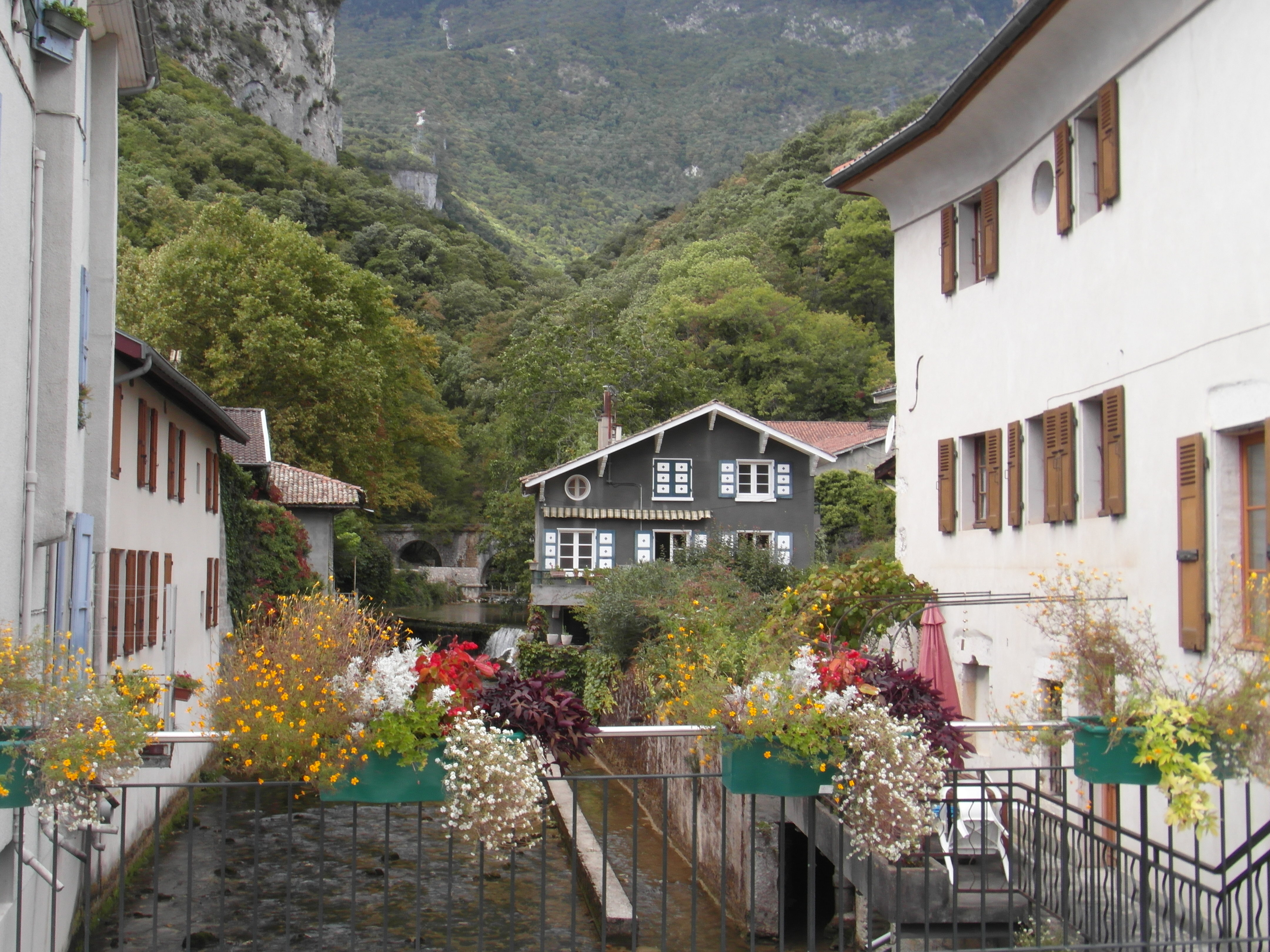
Le site des cuves (au fond de la photo) se positionne à proximité du bourg central de Sassenage.

### Localisation
Les cuves de Sassenage se positionnent au pied d'une grande falaise, à quelques dizaines de mètres au-dessus du bourg ancien de Sassenage, de son église et de la centrale hydroélectrique. L'entrée des cuves sont accessibles à pied depuis un parking situé dans le bourg.
Le site s'inscrit également sur le territoire de la métropole de Grenoble et dans le canton de Fontaine-Vercors.

### Description

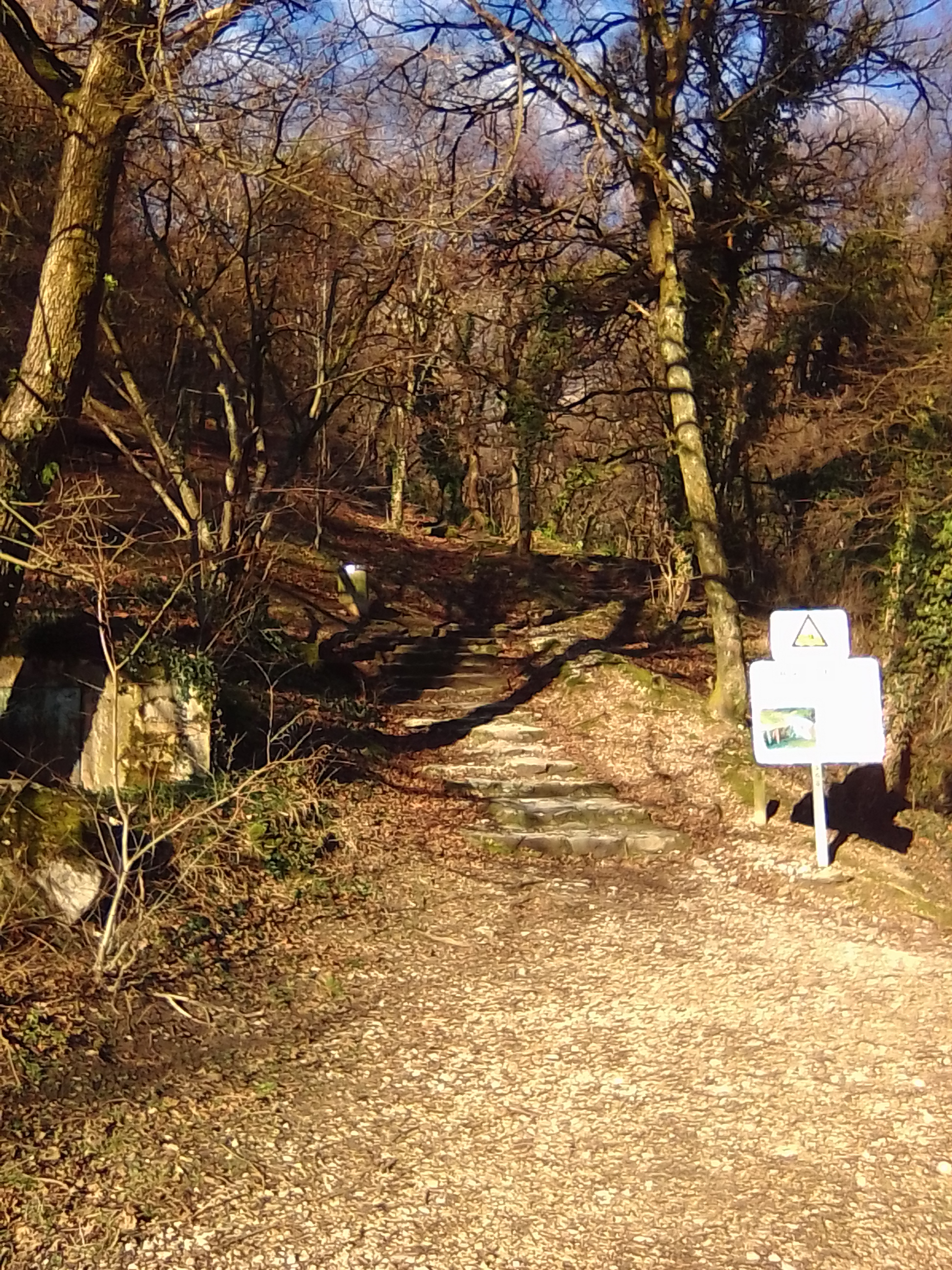
Chemin des Cuves de Sassenage

Présentant une faune et une flore préservées, les cuves de Sassenage sont classées patrimoine naturel et permettent de contempler les eaux limpides de la Germe (perte du Furon) en profitant de la proximité d'une grande agglomération. Ce lieu apparaît comme une grotte de développement moyen mesurant environ une douzaine de kilomètres de longueur.
La partie ouverte aux touristes permet de découvrir le « grand vestibule » marquant la jonction entre les deux entrées. Un torrent (le Germe) traverse cette partie et se jette à un niveau inférieur grâce à une belle cascade qui bénéficie d'un bel éclairage vers le bas par la partie dénommée « grotte Carrée ». L’intérieur se compose de galeries modestes, parcourues durant certaines périodes par un torrent et se terminant sur un bel espace souterrain dénommé « salle Saint-Bruno ».
La température de la grotte est de 12 °C toute l’année et celle-ci se développe sur l'exsurgence d'un affluent du Furon, le Germe.
Une coloration a révélé que les cuves de Sassenage sont en réalité une exsurgence en liaison avec le célèbre gouffre Berger, situé sur le proche plateau du Vercors. Une rivière souterraine, le Germe traverse les Cuves de Sassenage et a une origine triple : les eaux du plateau de Sornin, celles du plateau de Saint-Nizier et des pertes du Furon. Le sentier des cuves reste très pittoresque, car tout le long de la montée, le calcaire sénonien affleurant présente des fossiles d’organismes marins datant d'environ 115 millions d’années. Les cuves présentent une diversité remarquable de paysages souterrains : méandres, réseaux aquatiques, grosses galeries ébouleuses, marmites de géant, réseaux labyrinthiques.

## Origine du nom
Ces grottes ont reçu le nom de cuves, du fait de leur particularité géologique : une légende évoque la présence de deux marmites creusées dans la pierre calcaire à l’entrée même des grottes et encore visibles de nos jours. Selon la croyance des habitants du village, le fait que l’une ou l’autre de ces marmites était pleine d’eau, le jour des rois, permettait d'augurer que la saison allait être bonne pour la culture de la vigne ou pour la culture du blé.

## Tourisme
Cette cavité est sommairement aménagée pour des visites touristiques guidées mais aussi des animations et d'autre parcours ludiques en hauteur dénommés « accrogrotte ». L'office de tourisme est situé, non loin des grottes, au château de Sassenage. La fréquentation annuelle moyenne de la grotte est de 10 000 visiteurs.

## Traditions et légendes

### Les cuves prophétiques
De nombreux ouvrages anciens évoquent des cuves dites « prophétiques » par le simple fait que les cuves se remplissant d'eau tous les ans au moment de la fête de l'Épiphanie permettait d'indiquer aux villageois que la récolte allait être bonne, donnant ainsi à l'endroit un aspect miraculeux.

### La bouche de l'enfer de Dante

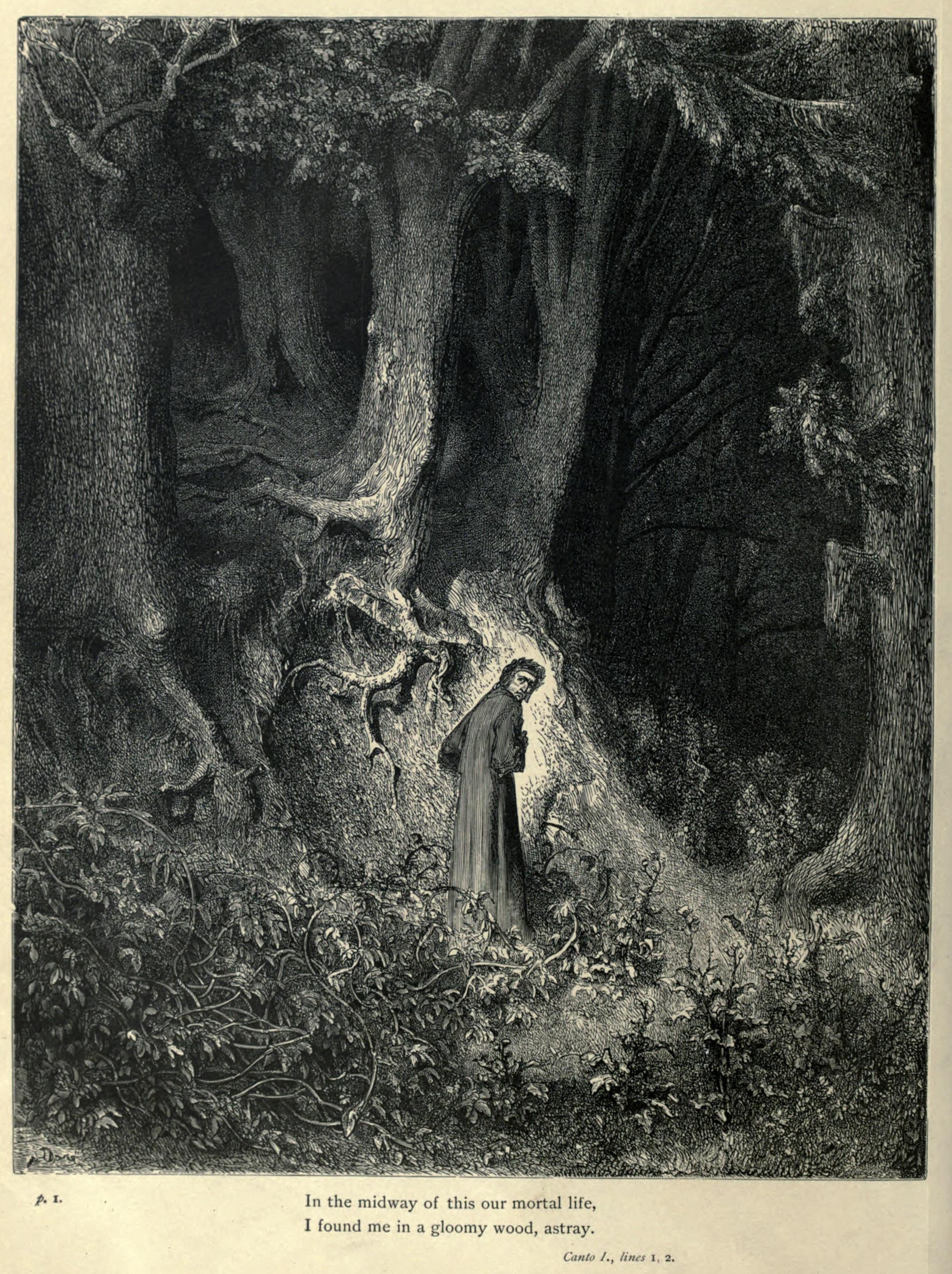
L'Enfer, illustré par Gustave Doré (1861).

Depuis le fin du fond du Moyen Âge, les cuves sont classées quatrième merveille du Dauphiné dans le rang des Sept merveilles du Dauphiné. Selon une croyance de cette même époque, cette grotte qui rejetait les eux bouillonnantes d'un torrent dénommé le Germe ne pouvait qu'être une des portes de l'Enfer.
Certaines galeries portent des noms très évocateurs telle que la galerie des enfers ou l'allée des tombeaux. Pour ces raisons, de nombreux sites touristiques, considèrent que le poète italien Dante se serait inspiré des Cuves de Sassenage pour des passages de la Divine Comédie, notamment sa première partie sur L'Enfer, écrite en 1307 et 1321,.
L'historien Claude Muller évoque dans son livre les Mystères du Dauphiné, paru aux Éditions De Borée, l'histoire de deux érudits grenoblois, Touvard et Richard, qui, à la suite de leur visite des cuves, décrivent les similitudes entre la grotte et certaines descriptions dans l'œuvre du poète.

### La fée Mélusine

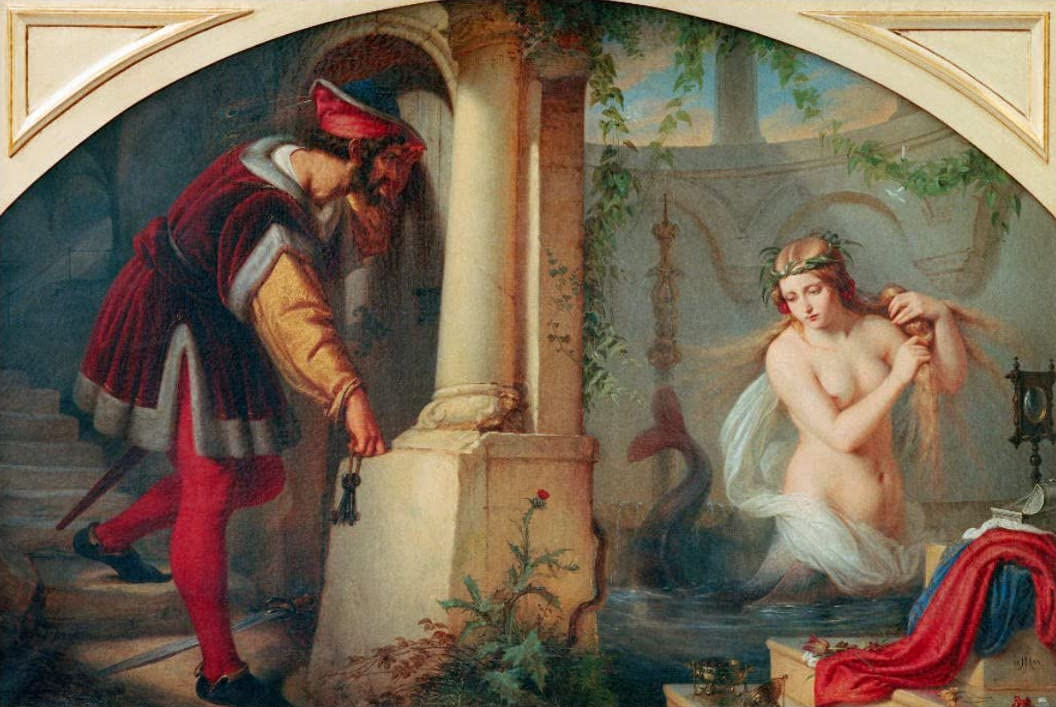
Mélusine surprise par son époux, par Julius Hübner.

Mélusine, dont le personnage est représenté sur la façade du château de Sassenage, est une femme légendaire originaire du Poitou, souvent vue comme fée. C'est une image célèbre des contes populaires et chevaleresques du Moyen Âge qui, étymologiquement, signifie « merveille » ou « brouillard de la mer ». Pour les Lusignan, on l’appelle « Mère Lusigne » (la mère des Lusignans), fondatrice de leur lignée. Dans le dictionnaire Littré, elle est appelée « Merlusigne », ce qui pourrait faire penser à une connotation aquatique.

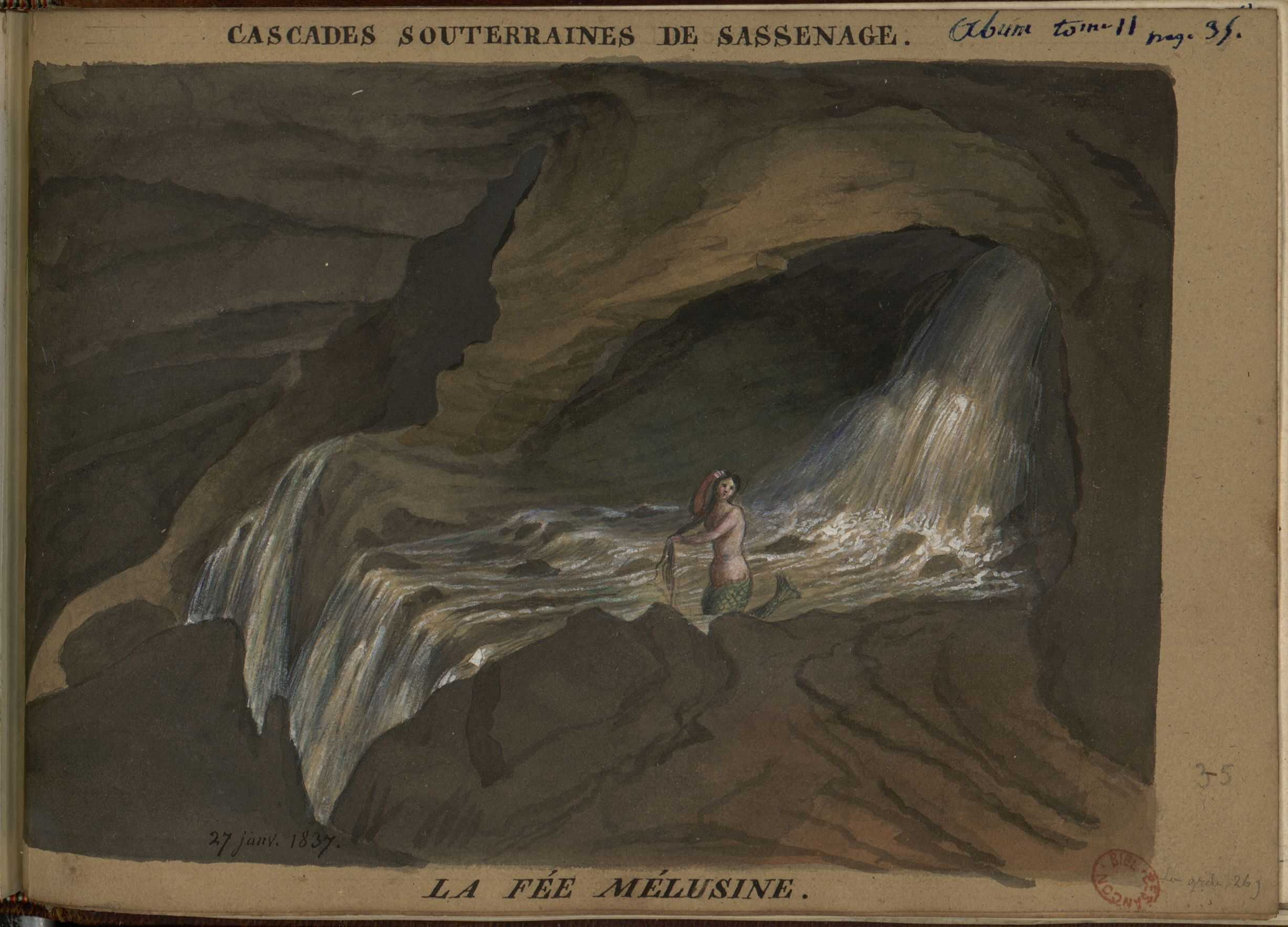
Désiré Monnier, Les cuves de Sassenage, la fée Mélusine, 1836, aquarelle, album II, bibliothèque municipale de Besançon

À Sassenage, et selon un récit relaté par l'écrivain et historien grenoblois Nicolas Chorier, ce personnage est une sirène qui vit dans les « Cuves de Sassenage », depuis que son mari l'a surprise au bain, un samedi alors qu'elle subissait sa malédiction, c'est-à-dire d'être mi-femme mi-poisson un jour par semaine. Celle-ci ne pouvant, dès lors, reprendre sa forme initiale de femme, reste prisonnière de la grotte, se faisant de temps en temps entendre dans les « cuves » et annonçant, trois jours avant, la mort de ses descendants, membres de la famille de la Maison de Sassenage, les Béranger. Ses larmes se sont transformées en petits galets réputés magiques dénommés également « pierres d'hirondelle » et qui soignaient les troubles ophtalmiques.

## Patrimoine faunistique

### Les chiroptères

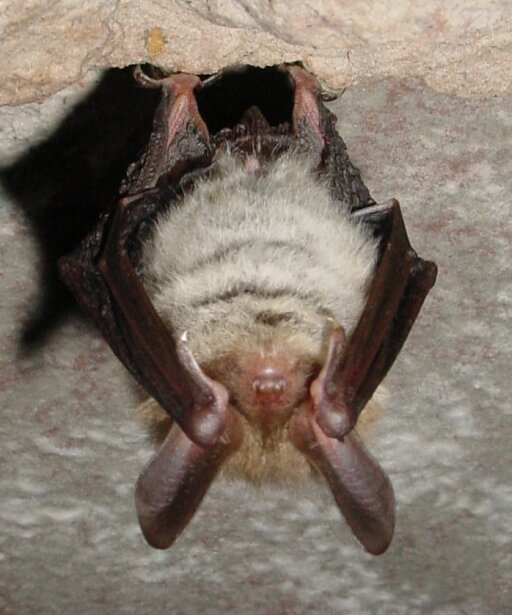
Chauve-souris type Vespertilion.

Un espace interne à la grotte se dénomme : « salle des Rataplanades ». Ce nom est dû à la présence de nombreuses chauves-souris dénommées rataplanades en patois dauphinois, car la grotte abritait autrefois de nombreuses espèces différentes de chiroptères, toujours présentes aux abords des cuves et dans les cavités du massif du Vercors.
La grotte, dans sa partie la moins fréquentée, héberge donc différentes espèces de chiroptera locales dont :
- la Vespère de Savi,
- l'oreillard,
- le vespertilion à moustaches,
- le vespertilion à oreilles échancrées,
- la sérotine de Nilsson,
- le murin de Brandt.

Il est extrêmement rares de rencontrer des chauves-souris car leur reproduction est limitée (un petit par an).

## Représentation dans la peinture
Le peintre grenoblois Louis Vagnat (1841-1886) réalise Chemin des cimes à Sassenage représentant la montée vers ces cuves, parfois aussi intitulé  Le chemin des Cuves de Sassenage.

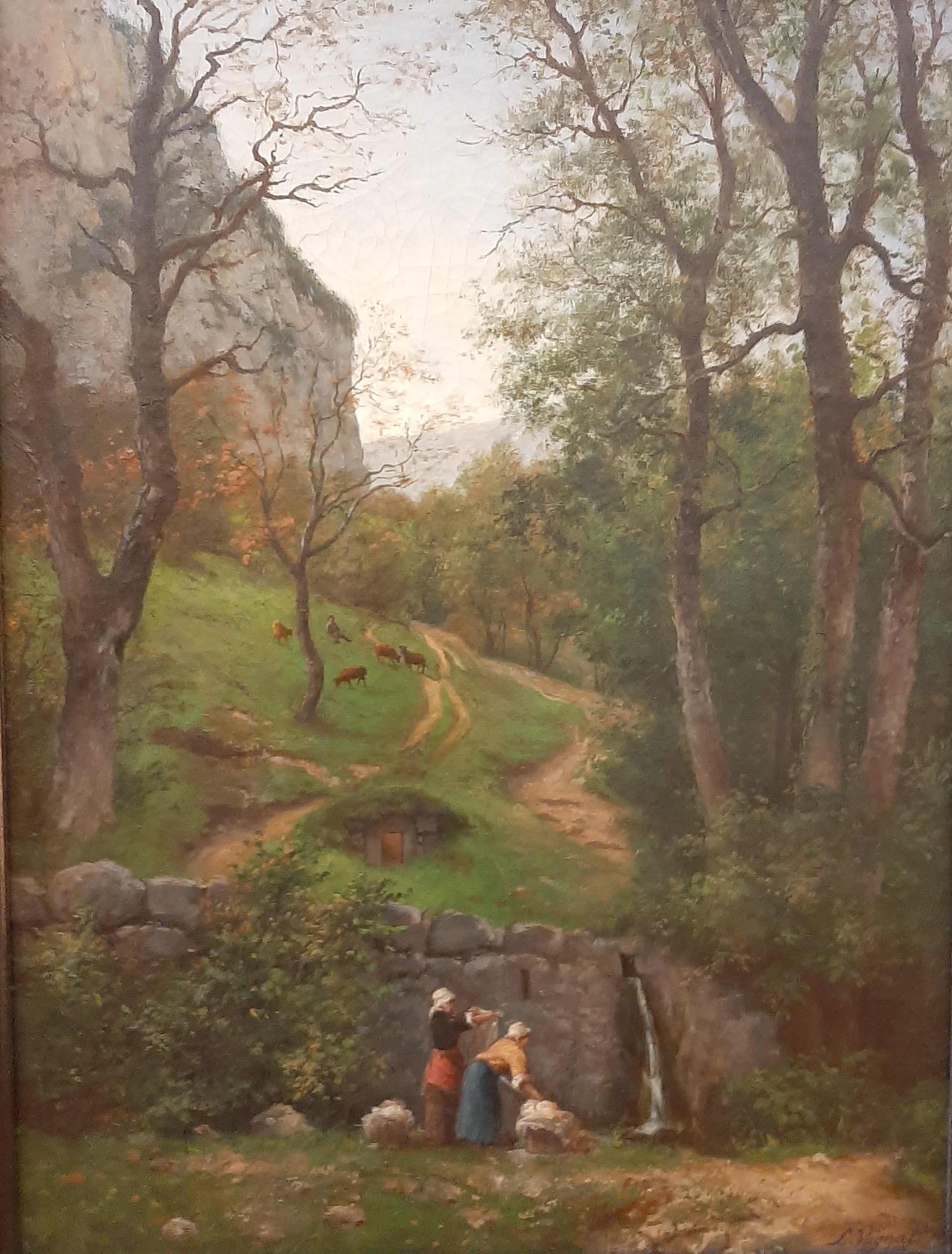
Le chemin des Cuves de Sassenage de Louis Vagnat, entre 1860 et 1886 (musée de Grenoble)

## Galerie

« Quelques photos du site des Cuves de Sassenage »
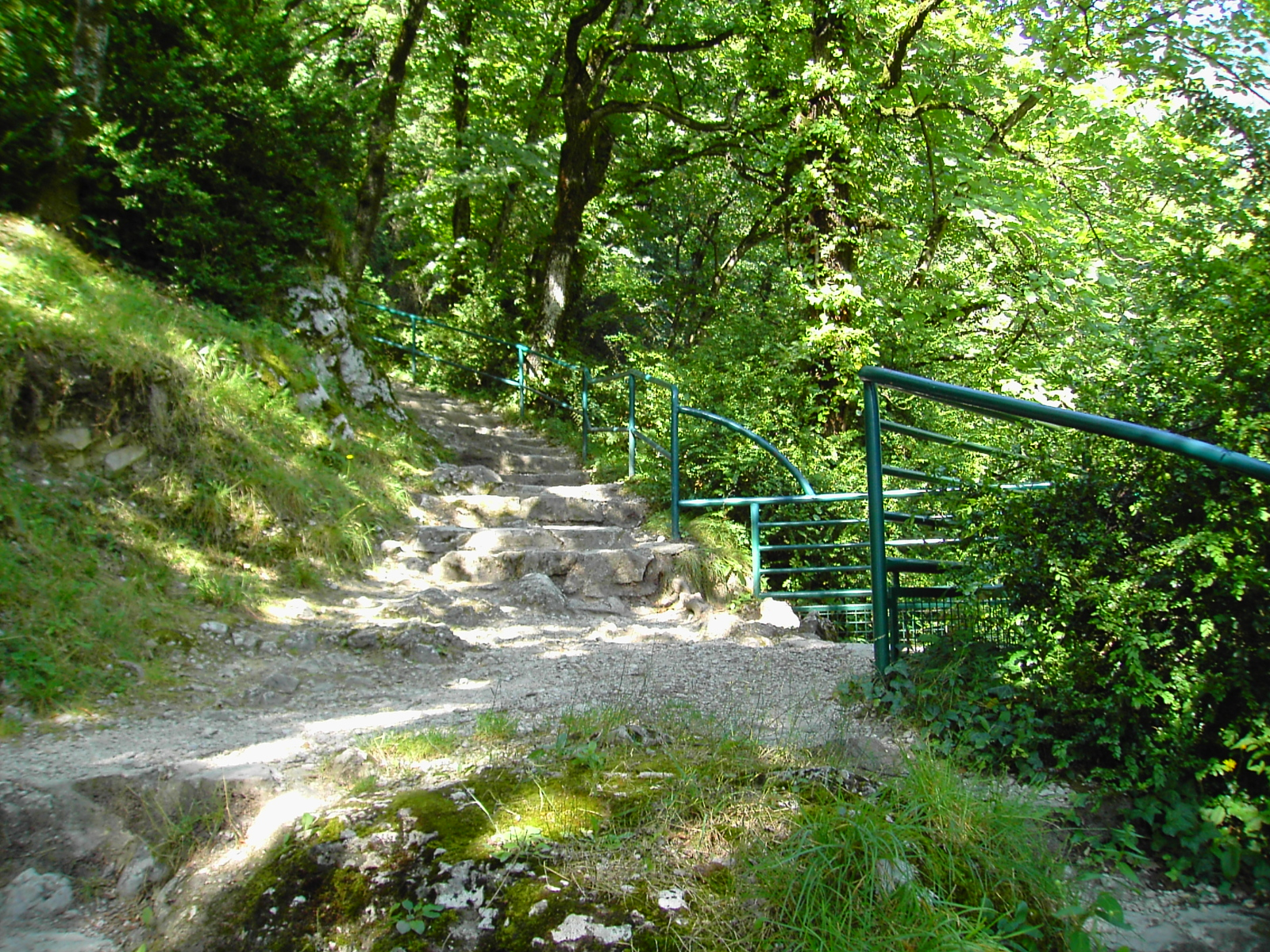
La montée en escalier vers les cuves de Sassenage.
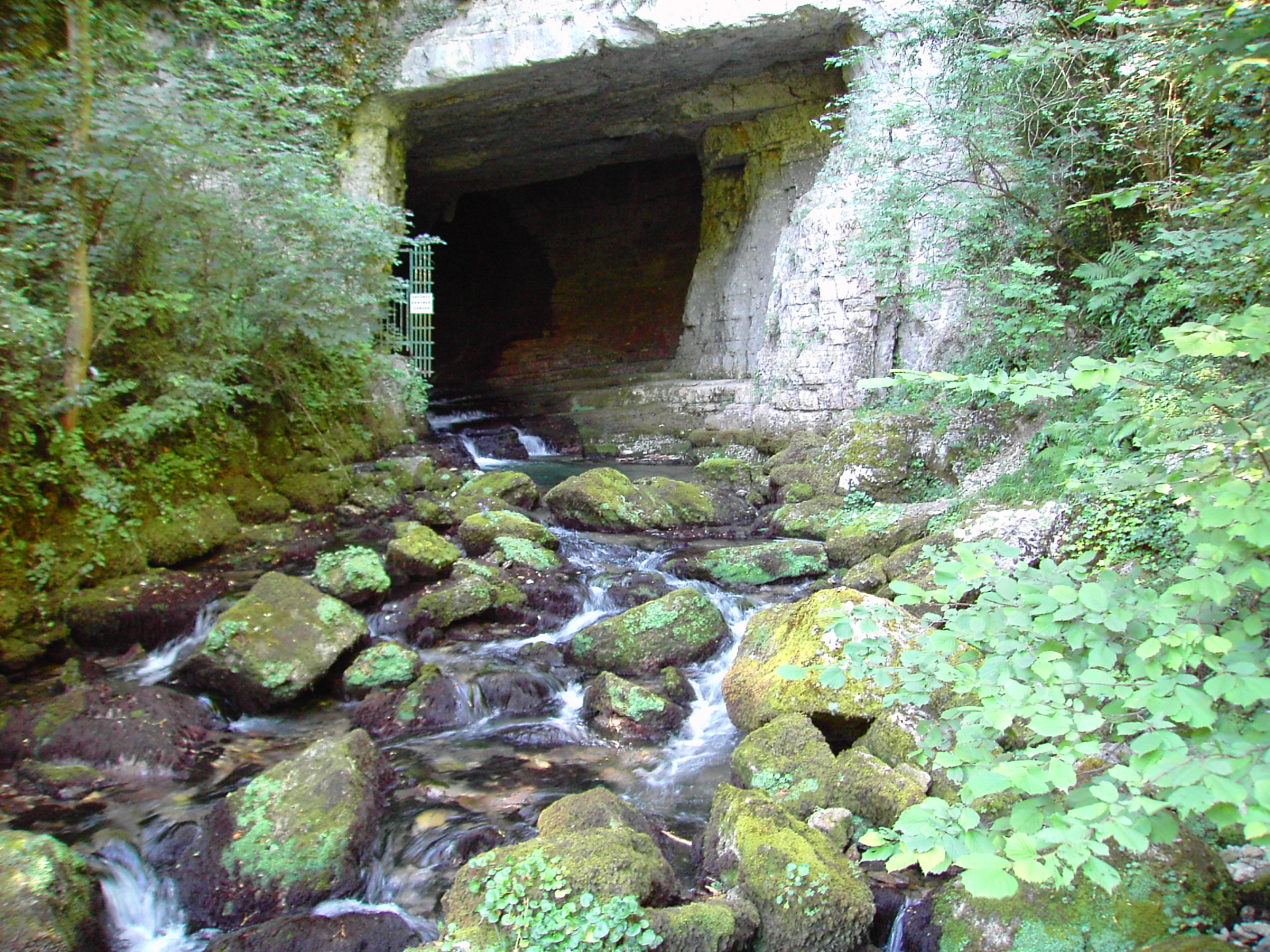
La sortie des eaux, le « Germe ».
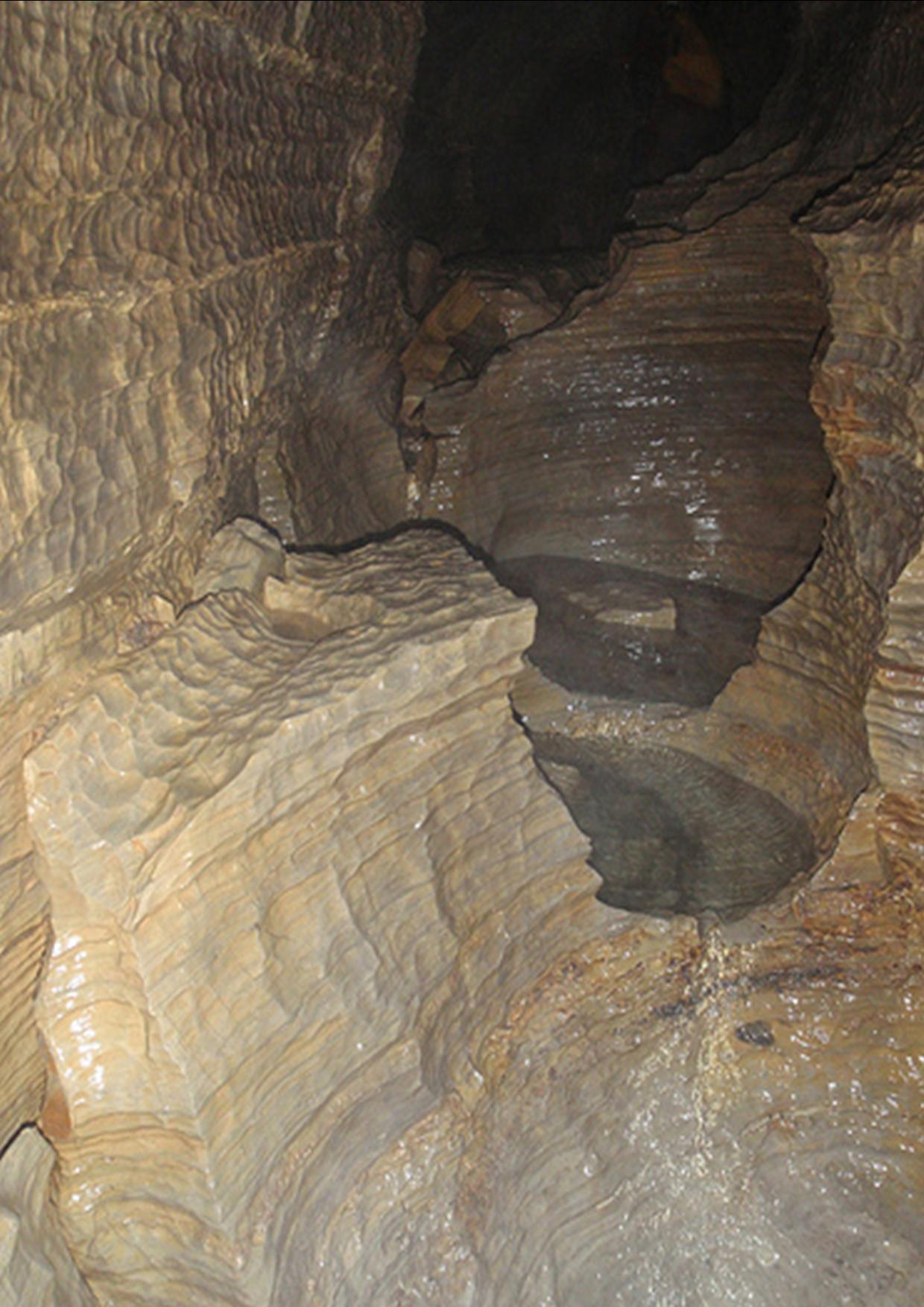
Vue intérieure du site : les Marmites de géant ou cuves.
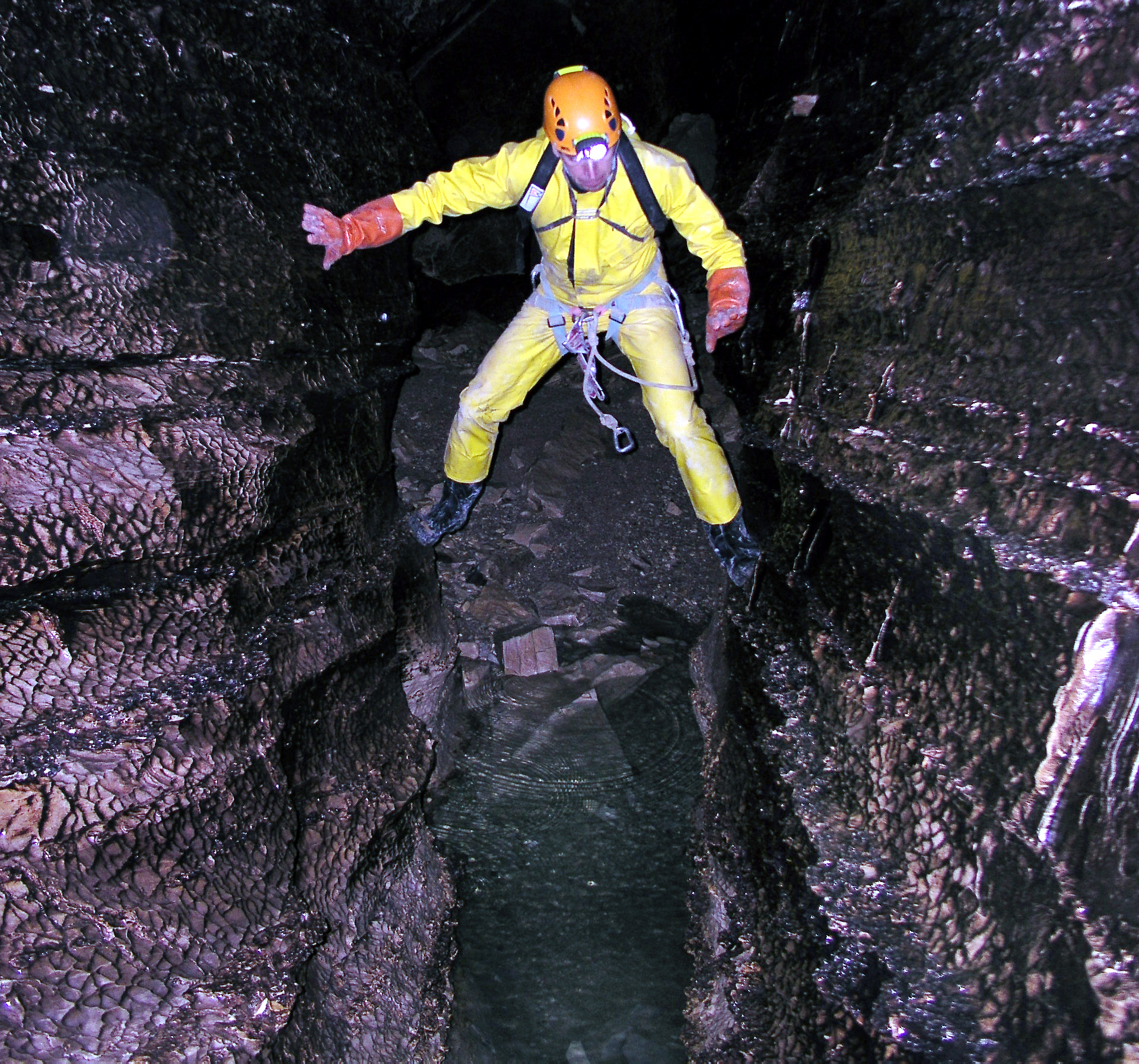
Passage en opposition.
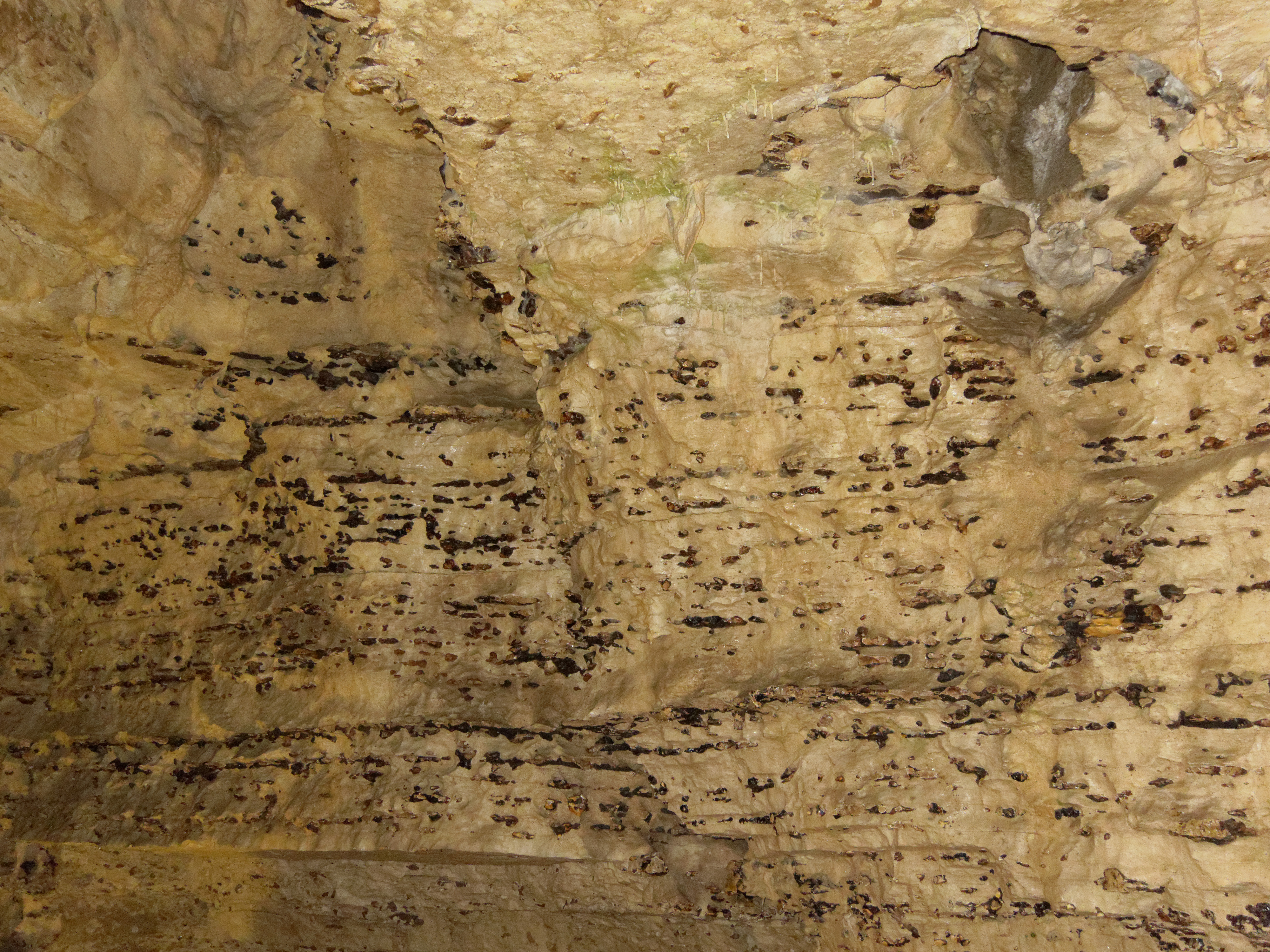
Nodules de silex sur les parois des cuves.
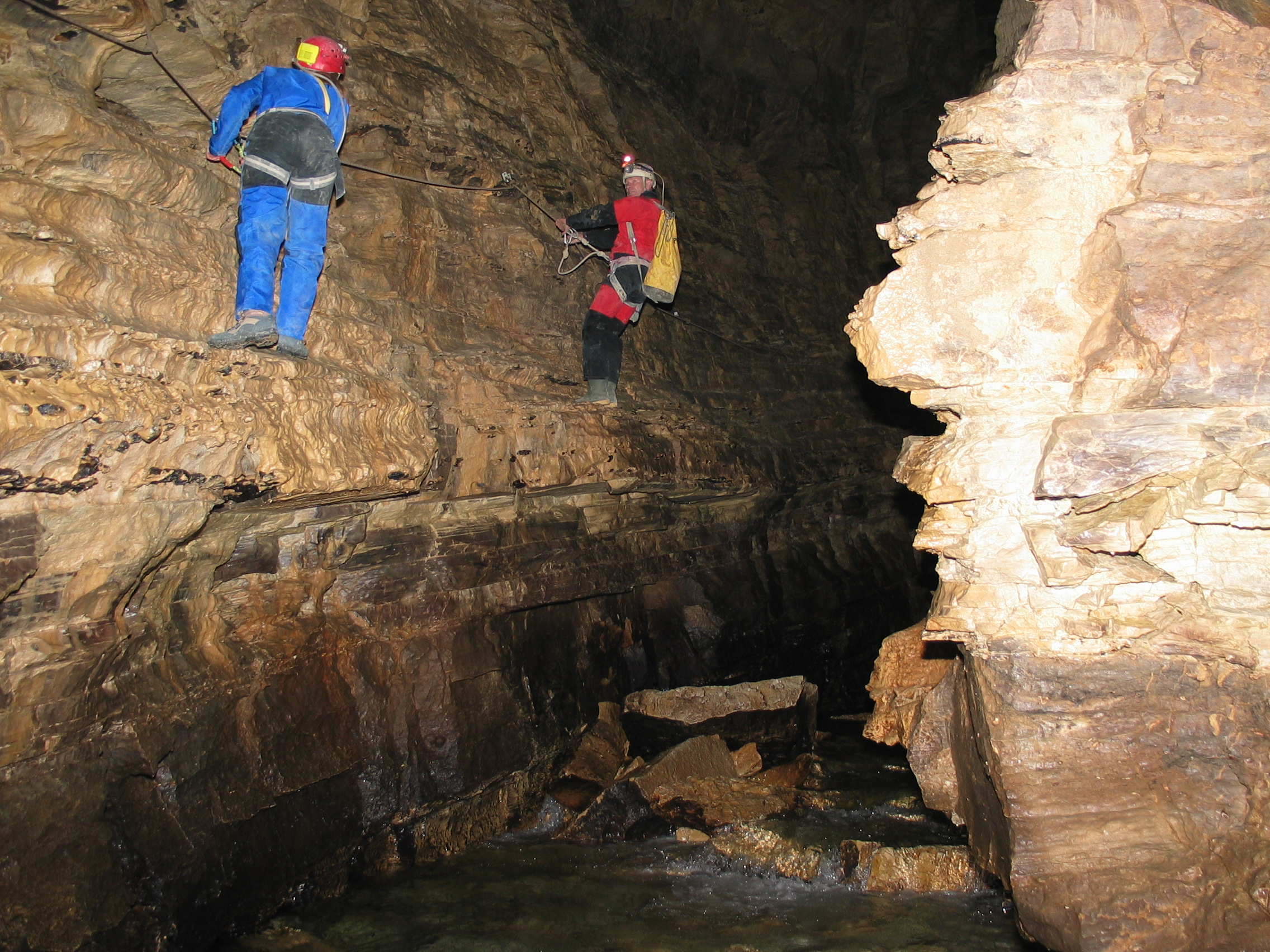
Passage de vire dans la partie non aménagée des Cuves de Sassenage.

## Accès
Bien que se positionnant en bordure immédiate de la falaise, ces grottes sont situées en pleine zone urbaine et sont desservies par des lignes de bus du réseau de transports en commun de l'agglomération de Grenoble (réseau SEMITAG), telles que
- La ligne de bus 19 qui relie Sassenage à Seyssinet-Pariset (Village) ;
- La ligne de bus 20 qui relie Sassenage à Veurey-Voroize (Mairie) et Seyssinet-Pariset (Hôtel de Ville) ;
- La ligne de bus 50 qui relie Sassenage (Les Côtes) à Fontaine (La Poya) ;
- La ligne de bus 53 qui relie Fontaine à Noyarey (Parc des biches).

Ce site s'ouvre sur un petit parking (dit des Prés), d'un accès très étroit pour les véhicules et qui ne peut recevoir qu'un nombre très limité de véhicules (une vingtaine de places). Deux autres parkings plus vastes sont situés près de l'église de Sassenage et de l'école municipale du bourg, soit à moins de deux cents mètres du premier parking.
Près de ce parking, un espace est aménagé pour les visiteurs (panneaux, bancs, tables). L'accès piétonnier au site (chemin en dévers avec de nombreuses marches) demande une condition physique incompatible avec un handicap moteur. L'accès par la rivière est interdit.